# Пири-пири
Piri-piri (ˌpɪriˈpɪri, пири-пири, также записывается как peri peri или pili pili; другие названия — Африканский птичий глаз (англ. African bird’s eye), или Африканский дьявол (African Devil)) — сорт перца чили вида Капсикум китайский (Capsicum chinense), который растёт как в дикой природе, так и как сельскохозяйственная культура. Произрастает в африканских странах и был привезён португальцами на их индийские территории Гуджарат и Гоа.

## Этимология
Piri-piri на языке суахили переводится как «перец-перец». Другие романизации названия включают pili pili в Демократической Республике Конго или peri peri в Малави, исходя из различных произношений слова в регионах, говорящих на языках банту. Piri-piri — это написание названия, которое используется на португальском языке, а именно в португалоязычной общине Мозамбика.
Оксфордский словарь английского языка описывает piri-piri как иностранное слово, означающее «очень острый соус, изготовленный с красными перцами чили» и ведущее своё происхождение из слова языка ронга (Южный Мозамбик), которое обозначает «перец».

## Характеристики растения
Растения обычно очень густые и вырастают в высоту до 45-120 см с листьями 4-7 см в длину и 1,3-1,5 см в ширину. Плоды обычно сужаются до тупой точки и имеют длину до 8-10 см. Незрелый цвет стручка — зелёный, зрелый — ярко-красный или фиолетовый. Некоторые разновидности имеют рейтинг жгучести вплоть до 175 000 единиц по шкале Сковилла.

## Культивирование
Как и многие перцы чили, пири-пири происходит из южноамериканских сортов, но он произрастал в дикой природе в Африке на протяжении веков и в настоящее время культивируется в коммерческих целях в Замбии, Уганде, Малави, Зимбабве и Руанде. Он растёт в основном в Малави, Замбии, Южной Африке, Гане, Нигерии, Зимбабве и Мозамбике как для пищевой, так и для фармацевтической промышленности. Выращивание пири-пири является очень трудоёмким.

## Соус
Соус «Пири-пири» используется как приправа или маринад, является португальским по происхождению и распространён в Анголе, Намибии, Мозамбике и Южной Африке. Он изготовлен из измельчённых чили, цитрусовой кожуры, лука, перца, чеснока, соли, лимонного сока, лавровых листьев, паприки, пименто, базилика, орегано и эстрагона.
Рецепты варьируются от региона к региону, но основными ингредиентами являются чили, лимон, масло и красный болгарский перец.

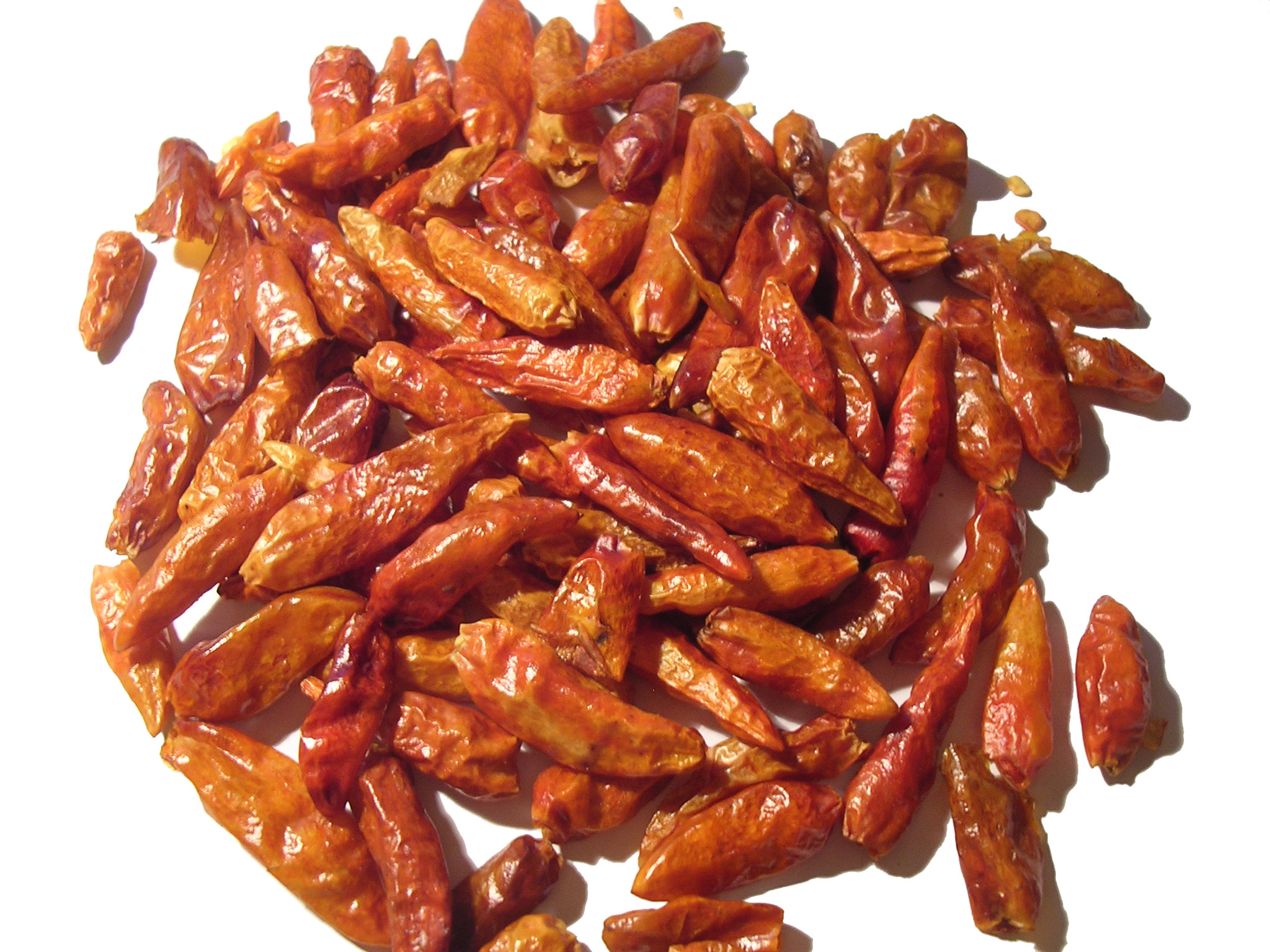
Высушенные плоды
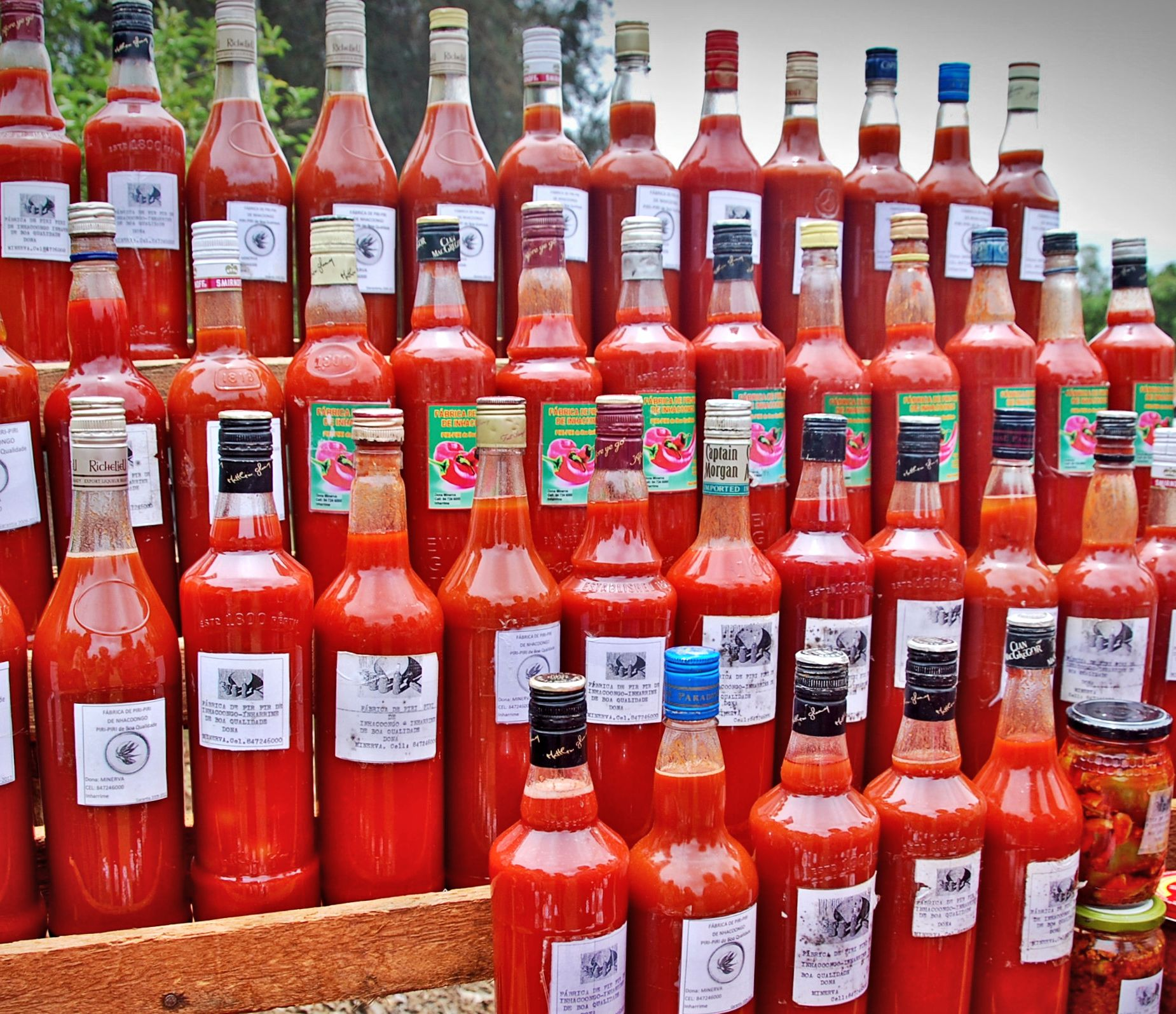
Бутылки с соусом
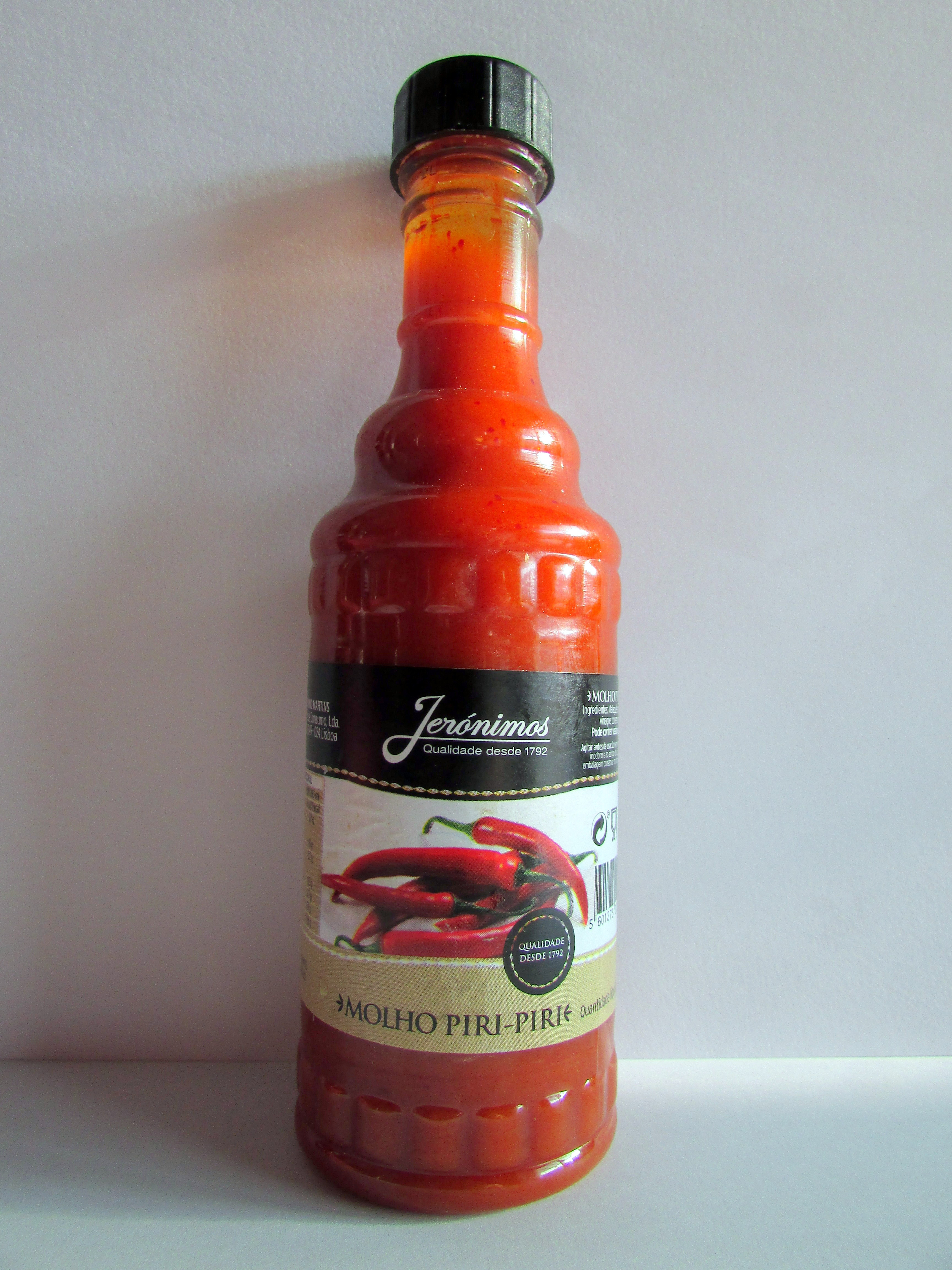
Соус одного из португальских брендов
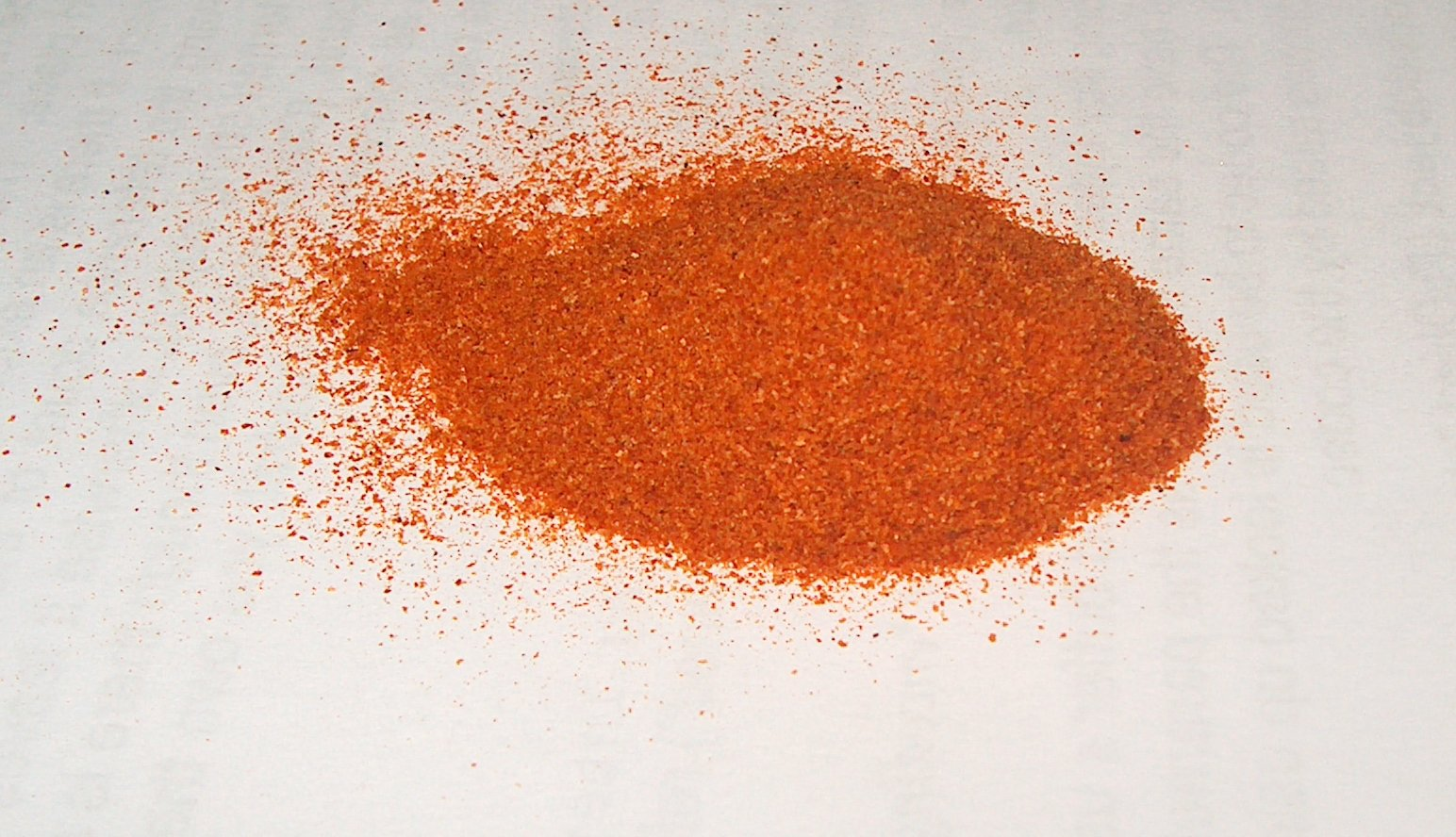
Приправа
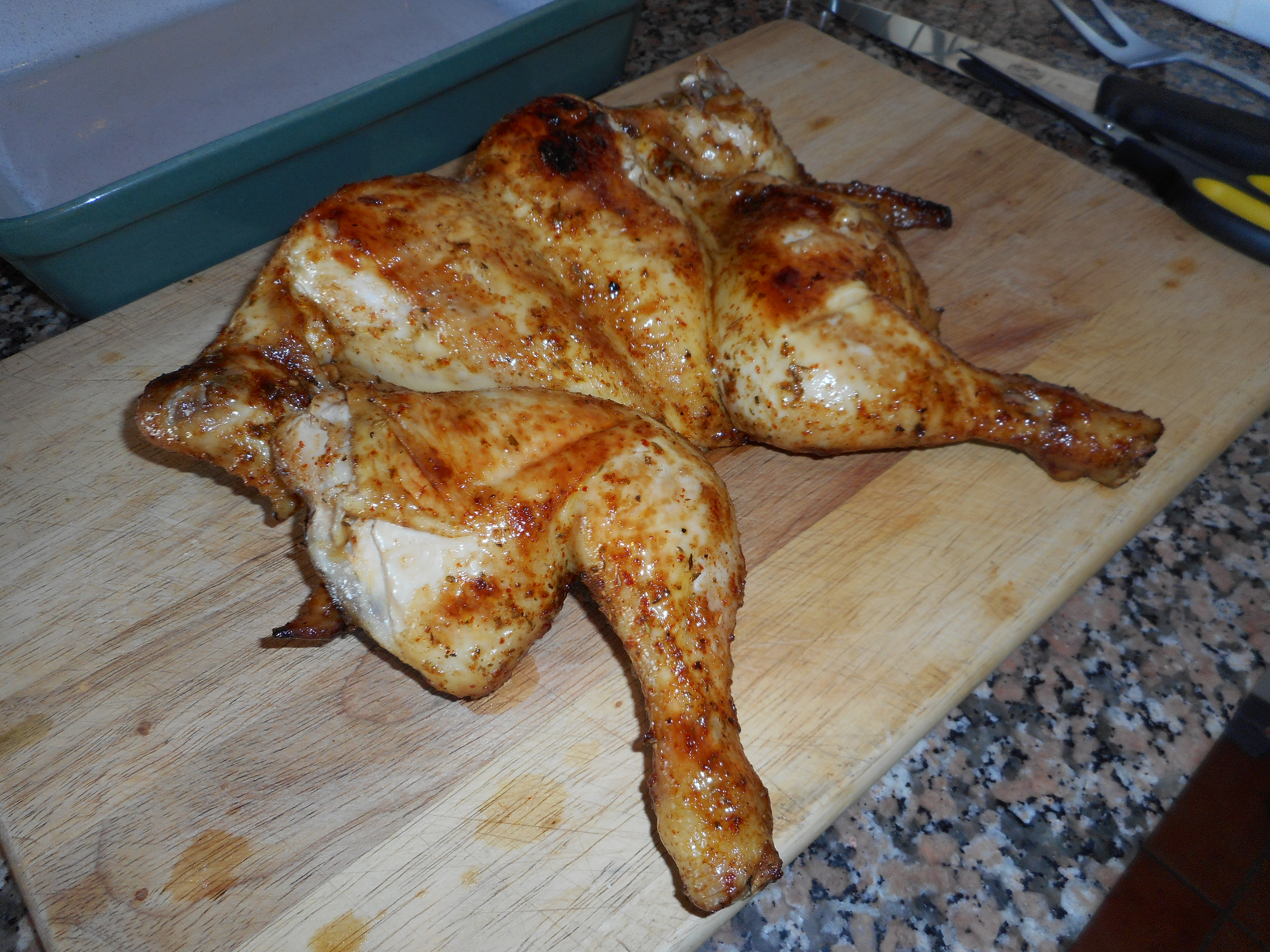
Цыплёнок пири-пири (порт. Frango Piri piri) — португальское блюдо, где перцы piri-piri иногда применяются в качестве маринада